# Medium Mark D
De Medium Mark D is een middelzware Britse tank uit de Eerste Wereldoorlog.

## Achtergronden
Engeland en Frankrijk zagen in de Eerste Wereldoorlog twee mogelijkheden om de centrale mogendheden te verslaan. De eerste was om Duitsland op de knieën te dwingen door een zeeblokkade. De tweede was om direct door een landoffensief de beslissing te forceren. Men besloot beide strategieën tegelijk uit te voeren. De blokkade was effectief maar de werking ervan zeer geleidelijk. In 1916 probeerde men door een enorm artillerieoverwicht en de mobilisering van de nog niet aangesproken Britse reserves aan mankracht het front te breken. Deze poging mislukte, vooral ook doordat de Duitsers de plannen verstoorden door een ontlastend offensief bij Verdun. In de loop van 1917 ontwikkelde de Entente een nieuw plan: om voor 1919 een pantsermacht op te bouwen die zo overweldigend sterk was dat hij het Duitse westfront gewoon kon oprollen. Men hoopte, in de meer optimistische schattingen, dat jaar zo'n dertigduizend tanks te kunnen inzetten.
Terwijl de strategische doelen dus zeer ambitieus waren, kon dat niet gezegd worden van de tactiek. De meeste generaals beschouwden de tank als een, weliswaar onontbeerlijke, ondersteuning van de infanterie. Tanks werden daarbij gezien als speciaal instrument om loopgraafstelsels te doorbreken. Bij het ontwerp van een tank werd alle klemtoon gelegd op het klim- en overschrijdingsvermogen. Snelheid was secundair en de integratie van mobiliteit en vuurkracht was een academisch probleem dat een onverhoopte toekomst maar moest oplossen. Als gevolg daarvan leken tanks nog het meest op een op rupsbanden verplaatsbaar fort. De tank was ontwikkeld als een oplossing voor de loopgravenoorlog, maar was meteen zo met dat fenomeen verbonden dat hij erbuiten geen plaats leek te hebben. Waren de loopgraven eenmaal doorbroken dan kon men ook de tanks achter zich laten en zouden infanterie en cavalerie de boel wel opknappen. Men had daarin zelfs geen keus: de tanks waren voor een bewegingsoorlog volledig ongeschikt door hun geringe snelheid, betrouwbaarheid en actieradius.
Velen aanvaarden dit als een gegeven. De beste tactici echter beseften dat de hoop op een bewegingsoorlog zonder tanks een volstrekte illusie was. Onherroepelijk zouden de fronten na korte tijd weer vastlopen, zodat men zou moeten wachten tot opnieuw een voldoende concentratie aan pantservoertuigen was opgebouwd. Een bijzonder onaangenaam vooruitzicht: het zou zo weleens gruwelijk lang kunnen duren voordat Berlijn bereikt was, vooral omdat de Duitsers zich zouden kunnen verschansen in de Ardennen en de Vogezen, gebieden die voor tankoperaties ongeschikt waren.
In mei 1918 schreef kolonel J.F.C.Fuller, de belangrijkste Britse tacticus, een tegenwoordig klassiek geworden stafnotitie: The Tactics of the Attack as affected by the Speed and Circuit of the Medium D Tank. In dit geschrift, beter bekend onder zijn informele naam Plan 1919, legde Fuller uit hoe een nieuwe tactiek de oplossing zou kunnen zijn voor het bovenstaande probleem. Hij stelde (zich) voor volledig gemotoriseerde en gemechaniseerde legeronderdelen te formeren, die een geslaagde doorbraak door de zware tanks zouden uitbuiten door het uitvoeren van een strategische diepe penetratie. In plaats van de vijand over een breed front langzaam terug te dringen, zou men hem verslaan door met een snelle opmars op een smal front zijn commandostructuur lam te leggen en zijn bevoorradingslijnen af te snijden. Het beste zou zijn de neutraliteit van Zwitserland te schenden of een landing uit te voeren op de Vlaamse kust (dit werd al voorbereid als Operation Hush), maar als dit bezwaarlijk mocht blijken moest een groot deel van het Duitse leger meer direct in de tang worden genomen.
Deze nieuwe tactiek, die later onder de naam van Blitzkrieg de basis zou leggen voor de Duitse successen in het begin van de Tweede Wereldoorlog, was echter afhankelijk van het voorhanden zijn van een geheel nieuw type tank, dat minstens 30 km/u moest kunnen halen. De Medium A Whippet, de Medium Mark B en de Medium Mark C waren wel ontwikkelingen in die richting, maar schoten toch in wezen tekort. Vandaar het voorstel tot de bouw van een adequate tank: de in de titel genoemde Medium D.

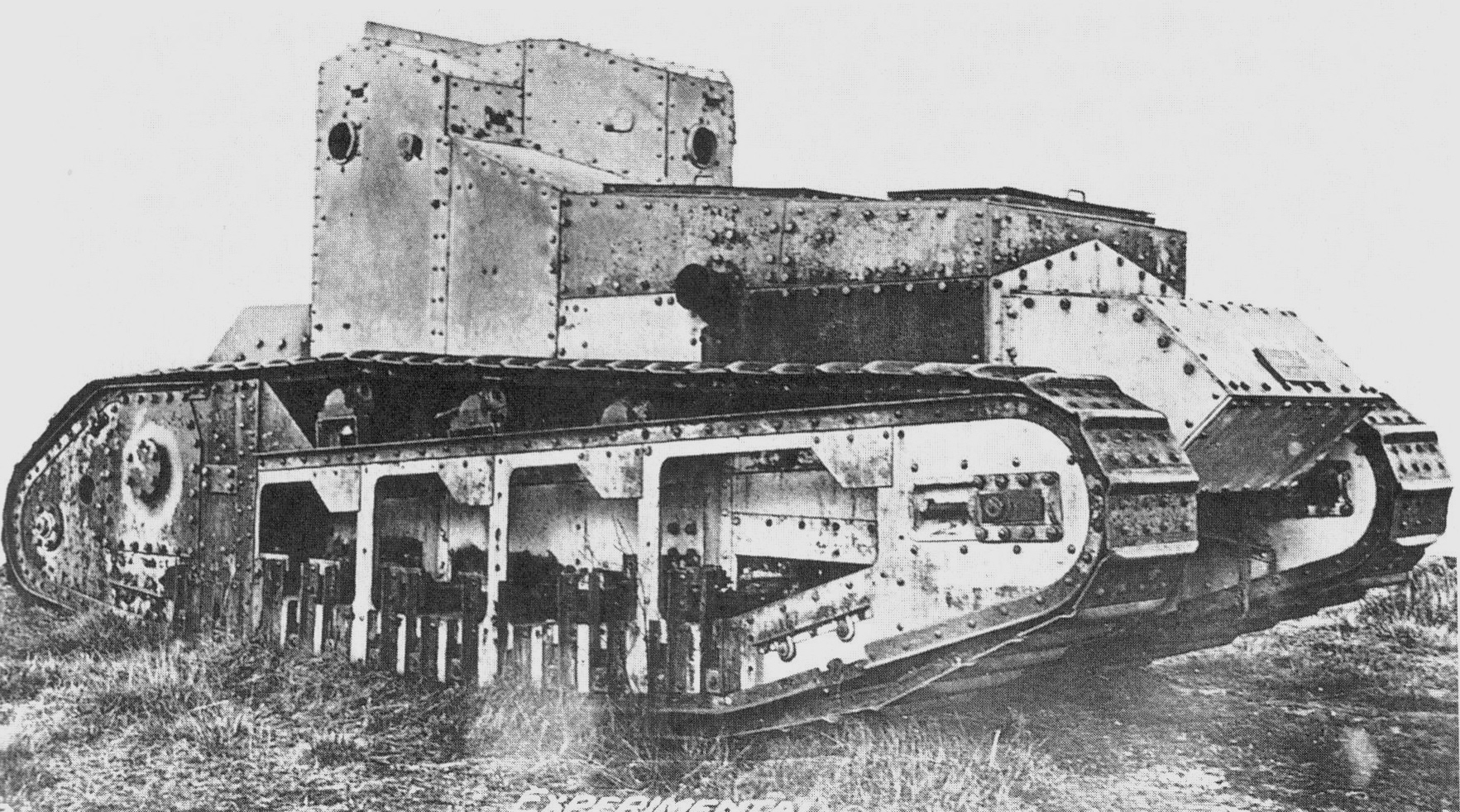
Johnsons omgebouwde Whippet in zijn tweede versie; het is duidelijk te zien dat hij het achterstuk van een Mark V met transmissie en al aan de Whippet bevestigd heeft

Tijdens het Duitse voorjaarsoffensief in maart 1918 was het onvermogen van zelfs de beste Britse zware tank, de Mark V, om zich in een bewegingsoorlog staande te houden op de meest pijnlijke manier duidelijk geworden. Het Plan 1919 werd dan ook welwillend ontvangen. Men wist dat majoor Johnson, hoofd van Central Workshop in Frankrijk, al in 1917 het experiment had uitgevoerd om een Mark IV van vering te voorzien - in tegenstelling tot de Franse en Duitse tanks waren de Britse namelijk volledig ongeveerd. Daarna was hij begonnen ook een Whippet met bladveren, een nieuwe transmissie en een veel sterkere motor uit te rusten en zo had hij dit voertuig een snelheid laten halen van 50 km/u! Philip Johnson leek dus de aangewezen man om de nieuwe tank te ontwikkelen; men bevorderde hem tot luitenant-kolonel en zond hem in augustus naar Engeland om zo snel mogelijk zijn kennis en ervaring om te zetten in een operationele tank. Hoeveel haast men had, blijkt wel uit het feit dat er meteen een voorserie van vier besteld werd bij Fowlers te Leeds, in september gevolgd door een tweede order van zes stuks bij Vickers - de eerste keer dat dit bedrijf, later de belangrijkste Britse tankfabrikant, bij tanks betrokken werd.

## Ontwikkelingsfase
Toen Johnson zich bij het onderzoeksteam in Dollis Hill gevoegd had, bleek hem alras dat het nog niet zo eenvoudig zou zijn het getoonde vertrouwen niet teleur te stellen. Hij kon niet simpelweg zijn opgevoerde Whippet in productie gaan nemen, want dat was nog geen volwaardig gevechtsvoertuig, al was het alleen maar doordat de nieuwe motor de gevechtskazemat (die bij de Whippet helemaal achteraan geplaatst was) ieder uitzicht benam. Als eerste oplossing hiervoor besloot hij de constructie eenvoudigweg om te draaien. Het ontwerp kreeg zo van begin af aan een rechte voorkant (zijnde de oude rechte achterkant van de Whippet) en aflopende in plaats van oplopende rupsbanden! De chauffeur werd in zijn oude positie gehandhaafd en bevond zich nu dus aan de achterkant van de gevechtskazemat - zij het natuurlijk met een omgedraaide stoel en besturing. Om een enigszins redelijk uitzicht op de weg te kunnen hebben, werd hij voorzien van een uitkijkcilinder en het dak van de opbouw liet men ook al naar voren aflopen. De Medium D kreeg zo al een heel bizar uiterlijk, maar het zou nog veel vreemder worden.
Johnson stuitte op een nog veel fundamenteler probleem. De Rolls-Royce vliegtuigmotor die hij voor zijn experiment gebruikt had, was weliswaar heel krachtig, maar zoop benzine. En de tank moest niet alleen snel zijn maar ook een groot rijbereik hebben. Voertuigmotoren met het gewenste vermogen waren echter te groot en zouden de tank te zwaar en te langzaam maken. De enige methode om hieraan te ontsnappen lag in het verminderen van de rolweerstand van het loopwerk door een radicaal nieuw ontwerp. Vering was daarvoor een eerste vereiste, maar de conventionele bladveren (van een trein gehaald) hadden het nadeel zelf erg zwaar te zijn. Nu wilde het toeval dat Johnson al jarenlang een fanatiek voorstander was geweest van het gebruiken van spanning door kabels om een constructie de noodzakelijke samenhang te bezorgen. Zou zijn probleem niet door staalkabels opgelost kunnen worden?
Er werd een nieuw loopwerk ontworpen, waarbij de loopwielen vrij naar boven konden bewegen. Daarboven was een tweede rij wielen aangebracht en dááronder zat een staalkabel gespannen, aan beide uiteinden op spanning gebracht door een trekveer. Als de loopwielen naar boven bewogen, drukten ze de kabel in en de uitrekkende trekveren zorgden weer voor tegendruk. Het was een licht en elegant systeem, met echter als nadeel dat de wieluitslag niet al te groot mocht zijn. De vreemd lage voorkant van de rupsband werd daarom maar gehandhaafd. Ook was het erg gevoelig voor scheerkrachten omdat het aangrijpingspunt op de kabel zo smal was; kleine oneffenheden mochten de rupsband niet naar buiten drukken want dat zou óf de loopwielen uit hun houders wringen óf de kabel van zijn geleidewielen rukken. Maar ook hiervoor kon de toepassing van kabels een oplossing bieden.

## Snake Track

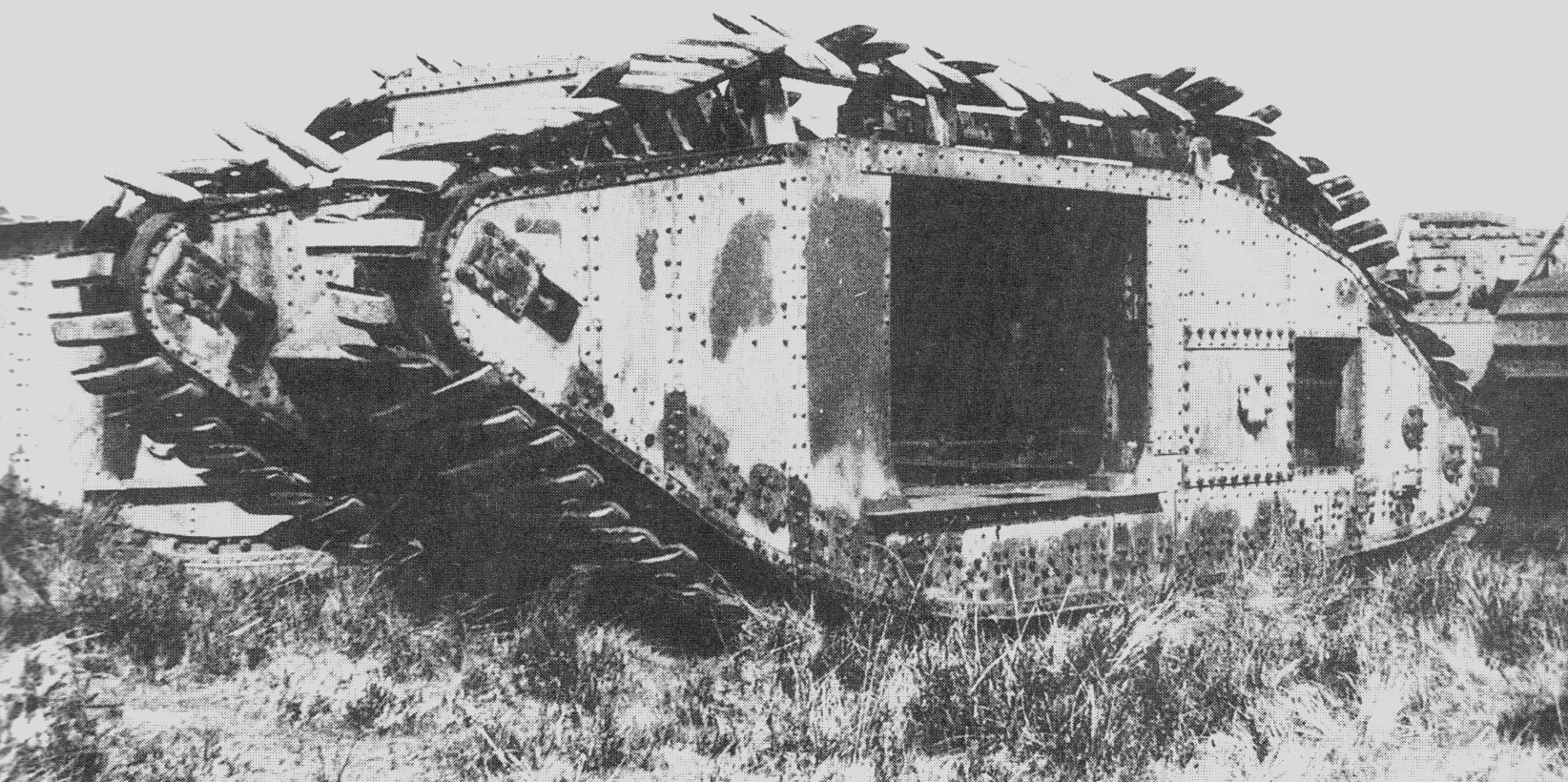
De Snake Track zoals beproefd op de Mark V, hier gefotografeerd tijdens de inventarisatie in 1928 van de scrap yard van Bovington Base

Om de zijdelingse krachten te verwerken ontwierp Johnson een volledig unieke rupsband: de Snake Track, die zijn naam ontleende aan het feit dat de schakels niet door pinscharnieren met elkaar verbonden waren, maar door centrale balgewrichten. Zo konden ze in twee vlakken vrij bewegen: het ene was de gebruikelijke rotatieas, het andere stond een rolbeweging toe ten opzichte van het dragende element: inderdaad een tweede kabel die rond de loop- en klimwielen ronddraaide. Deze rupsband zag er helemaal bizar uit. Als hij boven op het loopwerk naar achteren terugliep, staken de schakels alle kanten op. Johnson liet nu aan de onderkant de loopwerkelementen tussen de twee kabels klemmen. De loopwielen werden per paar aan een houder verbonden die zelf rond een stalen as kon draaien; iedere houder droeg een derde wiel dat naar boven tegen de veerkabel drukte. Het geheel maakte een tere indruk, maar toen het bij Fowlers ter beproeving bij een Mark V werd aangebracht, bleek het systeem in feite oersterk. De roterende schakels pasten zich aan de ondergrond aan en de Medium D kon moeiteloos 37 km/u halen met een 240 pk motor (overigens nog steeds een vliegtuigmotor, de Armstrong-Siddeley Puma, zodat het gewenste rijbereik van 200 mijl nog altijd niet gehaald werd).

## Na de Oorlog

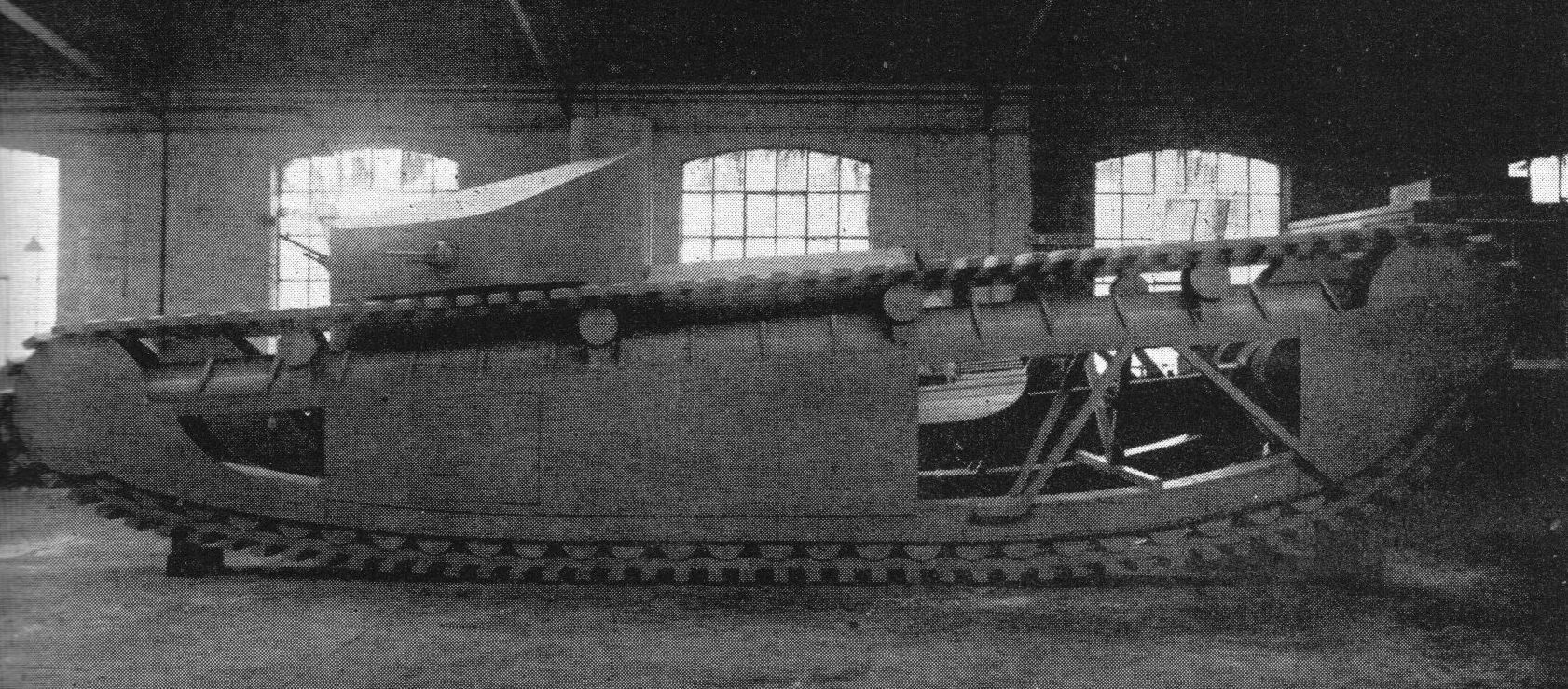
Het houten model van de Medium Mark D

Het houten model kwam klaar in november 1918. Toen was de oorlog al voorbij. Hoewel de meeste tankprojecten toen abrupt beëindigd werden, vond Fuller, die zijn positie versterkt had en een grote invloed op het beleid kon uitoefenen, het verder ontwikkelen van deze tank essentieel voor de opbouw van een waarlijk modern Brits leger. Hij veranderde de eisen die aan het ontwerp werden gesteld. In een parallel met de ontwikkeling die zich tegenwoordig na het einde van de Koude Oorlog voordoet, zag hij de rol van het leger in de eerste plaats als die van een interventiemacht. De tank moest dus ruimer worden voor meer comfort tijdens een langdurige inzet en liefst amfibisch. Op dat moment werd het plan opgegeven om ook een Male - versie te bouwen met een zesponderkanon in de neus: dat zou te veel ruimte in beslag hebben genomen en het ook bijzonder lastig hebben gemaakt de tank waterdicht te maken. Het eerste prototype werd juni 1919 afgeleverd. Johnson verdedigde de afwijkende vorm van het loopwerk door te stellen dat de tank desnoods achterstevoren wat hogere hindernissen kon nemen. Hij beweerde ook dat zijn nieuwe rupsband als voornaamste doel had het nemen van bochten te vergemakkelijken doordat de schakels enigszins in de bocht konden meegeven. De eerste rijtesten verliepen naar tevredenheid, maar amfibisch was het voertuig in het geheel niet.

### Medium D*

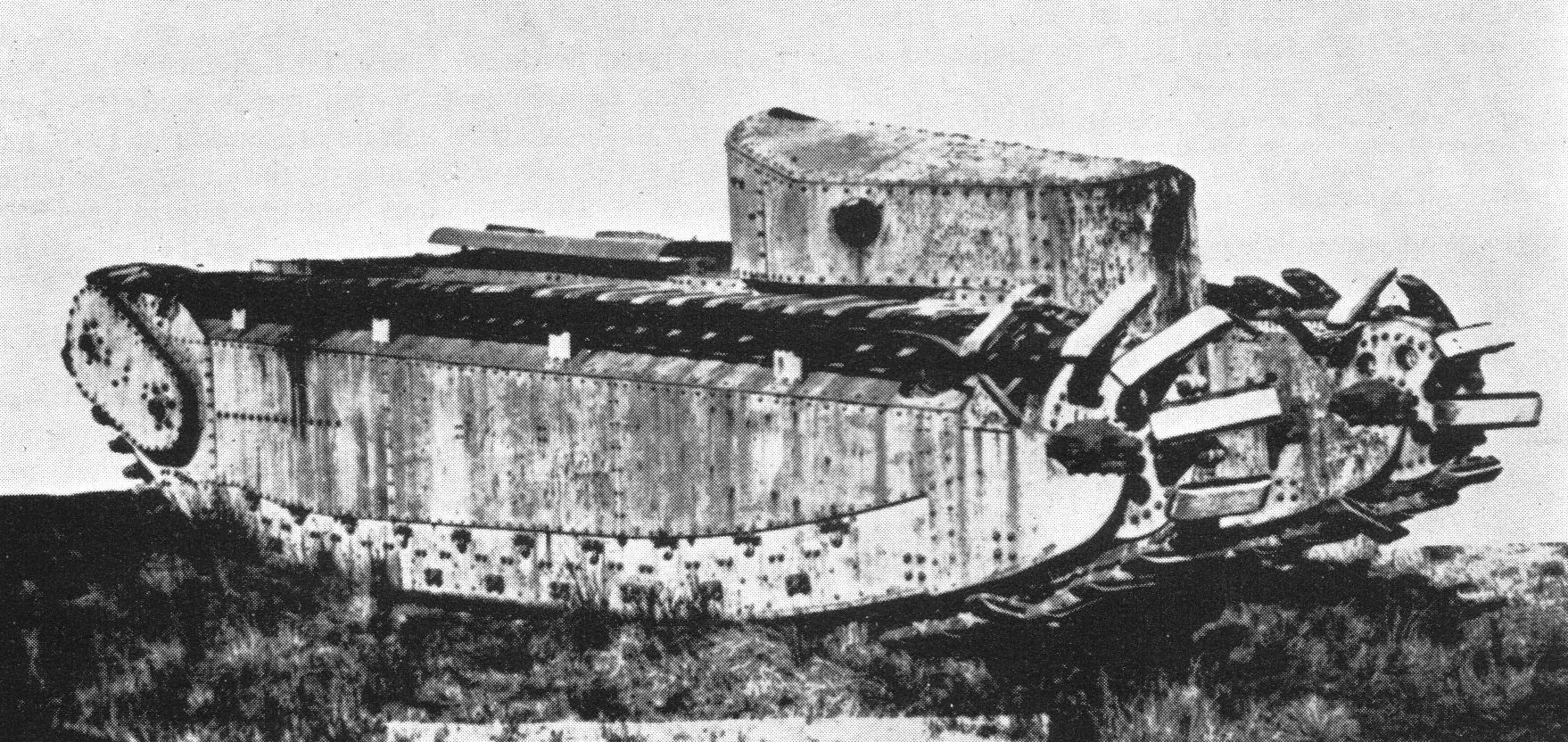
De Medium D**, zoals hij zich in 1928 bevond in de scrapyard van Bovington Base

Als eerste oplossing voor dit probleem, werd eind 1919 bij een van de voorserietanks die men ondertussen bij Vickers aan het bouwen was, de romp verbreed van 2,2 tot 2,56 meter. Dit had niet alleen tot doel het drijfvermogen te laten toenemen - dat was bij het prototype al niet slecht omdat de pantsering met 10 mm niet al te zwaar was - maar vooral om de stabiliteit te verbeteren. Dit type, Medium D* genaamd, voldeed echter nog steeds niet.

### Medium D**
Hierom werd in 1920 bij een tweede voorserievoertuig van Vickers de romp geheel gewijzigd door verlenging, verbreding (tot 2,7 meter) en het inbouwen van drijfcompartimenten. Deze tank, de Medium D**, bleek bij een test bij Christchurch uitstekend te kunnen varen en wist zich door het water voort te bewegen door simpelweg zijn rupsbanden te laten draaien, een methode die veel lichte pantservoertuigen nog steeds gebruiken. Het was daarmee de eerste amfibische tank ter wereld.

### Medium DM

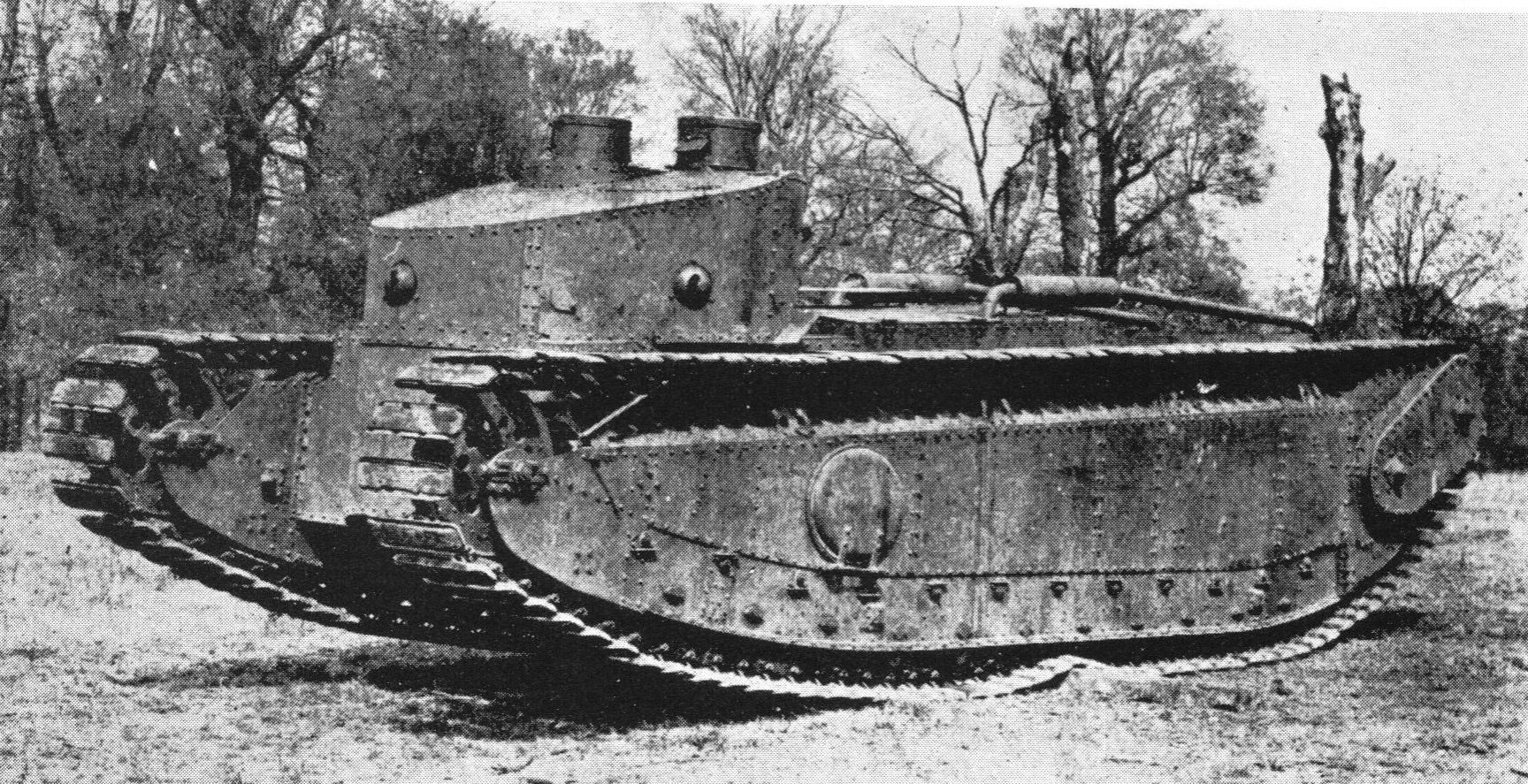
De Medium Mark DM

Al in 1919 had de hoogste legerraad, de Army Council, besloten een som van een miljoen pond uit te trekken voor de aankoop van 75 Medium D's. Latere berekeningen wezen uit dat men hier 45 tanks voor zou kunnen aanschaffen, de bestelling voorzag de installatie van Rolls-Royce Eagle Mark VIII - motoren. Nog later werd het getal op 20 geplaatst. Uiteindelijk werden er drie gebouwd. Hun typeaanduiding was Medium DM, waarbij de "M" staat voor modified daar ze een licht gewijzigde versie waren van de Medium D**: het belangrijkste zichtbare verschil was dat de gevechtskazemat nu ook nog een uitkijkcilinder voor een aparte commandant droeg, zodat de chauffeur nog minder zag. Eerst zou de commandotaak door de chauffeur vervuld moeten worden, maar dat werd verworpen door generaal Elles, sinds 1917 de commandant van het Tankkorps. De Eagle Mark VIII was overigens nog steeds een vliegtuigmotor; precieze gegevens over het rijbereik zijn niet overgeleverd. Een van deze voertuigen schijnt tijdens een vaartest gezonken te zijn.
De eerste twee voertuigen werden op 27 juli 1921 bij het 2e Tankbataljon in dienst genomen. De productie werd toen stopgezet omdat veel mechanische problemen nog steeds niet overwonnen waren. Juli 1922, toen reeds 290.000 pond was uitgegeven, zette de Imperial General Staff het project stil.

## Light Infantry Tank

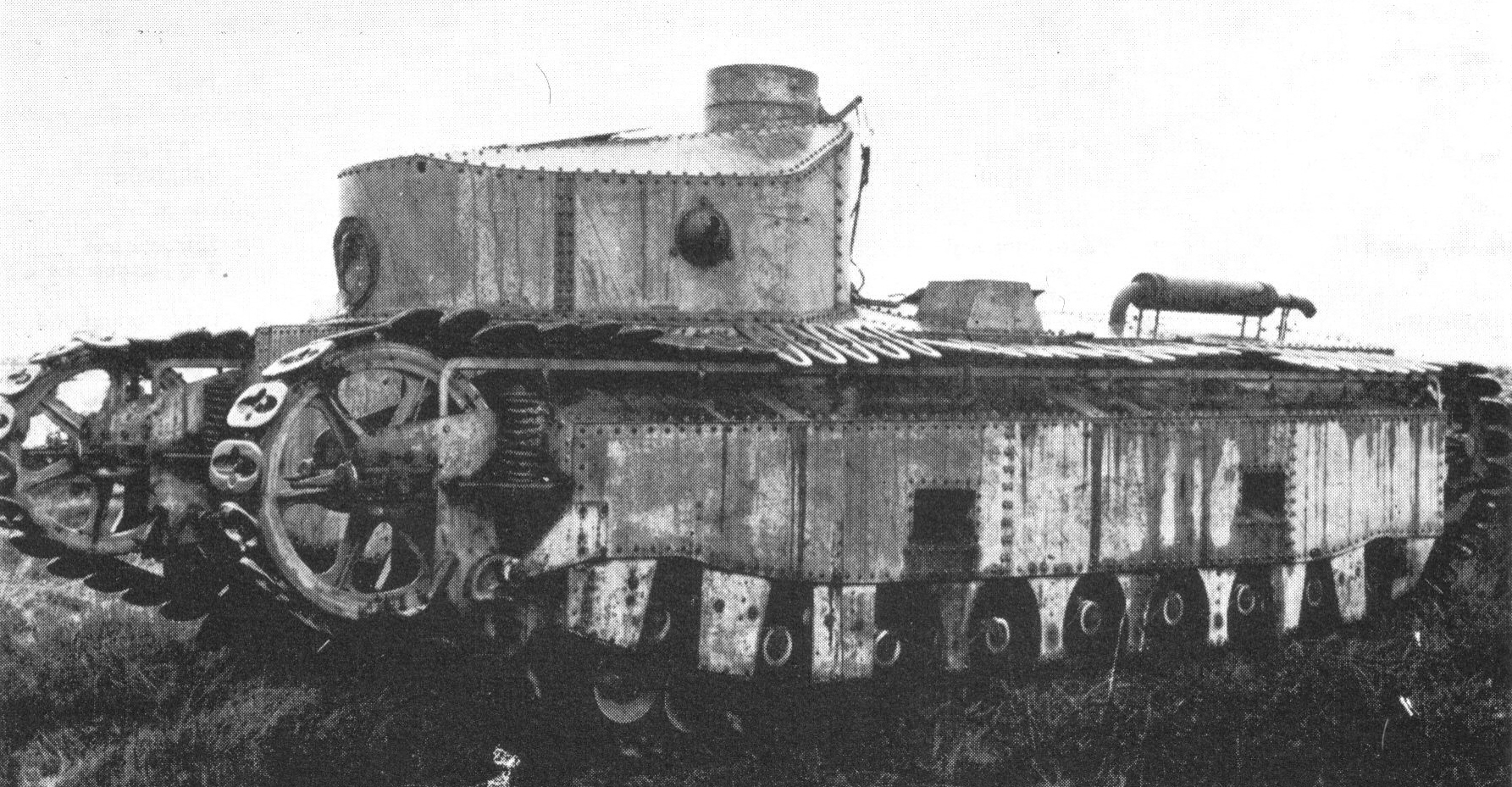
De Light Infantry Tank op de scrap yard

In 1920 was Johnson samen met zijn staf gedemobiliseerd. Het Tank Department werkte echter verder en probeerde nieuwe afzetmarkten te vinden. Eén daarvan was het wapen van de Infanterie dat het hele tankgebeuren hoopte over te nemen. Johnson ontwierp hiervoor een speciale Light Infantry Tank, welke lichte infanterietank eigenlijk niets anders was dan een verkorte Medium D. Het loopwerk was van boven glad getrokken, de rupsbandschakels waren van een nieuw type en het pantser was nu zo dun dat het gewicht van de tank slechts acht ton bedroeg zodat, ondanks een Hall Scott - motor van maar 100 pk, een snelheid van 50 km/u gehaald kon worden. De Infanterie zat niet echt op zo'n voertuig te wachten en het is bij een prototype gebleven. In 1923 werd het Tank Department gesloten en iedere overheidsbetrokkenheid met enig Medium D project op 10 augustus 1924 beëindigd.

## Export

### Tropical Tanks

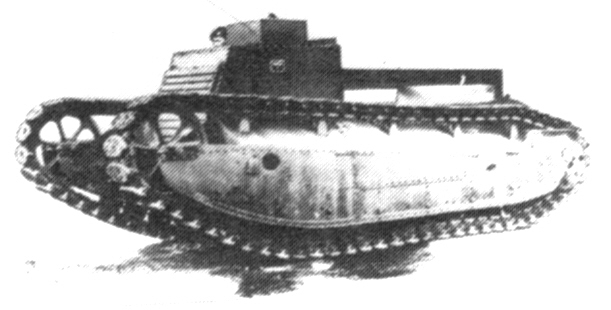
Het eerste Tropical Tank prototype

Ondertussen had Johnson zijn heil overzee gezocht. Al in december 1919 had hij een reis naar India gemaakt om een van de Mark D prototypes onder tropische omstandigheden te beproeven. Het voertuig werd daarbij aan de buitenkant uitgerust met asbest isolatie tegen de hitte. Daarna ontwierp hij drie verschillende van de Light Infantry Tank afgeleide voertuigen voor gebruik in de koloniën: de zogenaamde Tropical Tanks uit 1921. Het eerste type had een andere en veel hoekiger gevechtskazemat met openklapbare jaloezieën aan de voorkant voor een betere ventilatie. Het tweede type was sterk verkort en droeg aan de achterzijde twee diagonaal geplaatste cilindervormige torens. Eén ervan was een bevoorradingstank. Geen van deze is ooit in gebruik genomen.

### Amerika

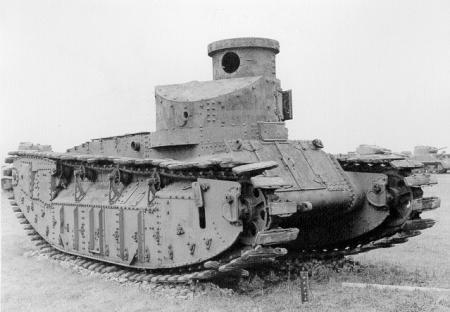
De M1922

Vanaf 1920 probeerde Johnson zijn revolutionaire ophanging aan een ruimer publiek te slijten door haar aan te brengen op een aantal vrachtwagenchassis. Zo maakte hij de Light D en de Light D*. Eén daarvan werd ter beproeving naar de VS verscheept en het loopwerk wekte daar zoveel belangstelling dat het Amerikaanse leger het gebruikte voor het M1922 Medium Tank - project. Het prototype hiervan is het enige voertuig uit de reeks genoemde dat nog bestaat; de laatste bewaarde exemplaren werden in 1940 verschroot.